# Putney (Vermont)
Putney est une ville américaine du comté de Windham, dans l’État du Vermont. Sa population s’élevait à 2 702 habitants lors du recensement de 2010, estimée à 2 681 habitants en 2014.

## Démographie
| Groupe            | Putney | Vermont | États-Unis |
| ----------------- | ------ | ------- | ---------- |
| Blancs            | 95,4   | 95,3    | 72,4       |
| Métis             | 2,5    | 1,7     | 2,9        |
| Afro-Américains   | 1,0    | 1,0     | 12,6       |
| Autres            | 0,6    | 0,4     | 6,2        |
| Asiatiques        | 0,4    | 1,3     | 4,8        |
| Amérindiens       | 0,2    | 0,4     | 0,9        |
| Total             | 100    | 100     | 100        |
|                   |        |         |            |
| Latino-Américains | 0,4    | 1,5     | 17,37      |

Selon l'American Community Survey, pour la période 2011-2015, 95,82 % de la population âgée de plus de 5 ans déclare parler l'anglais à la maison, 1,94 % l'espagnol, 1,90 % le français et 0,35 % une autre langue.